# Mimenicodes opacoides
Mimenicodes opacoides är en skalbaggsart som beskrevs av Stefan von Breuning 1982. Mimenicodes opacoides ingår i släktet Mimenicodes och familjen långhorningar. Inga underarter finns listade i Catalogue of Life.